# BYD F0
BYD F0 – samochód osobowy klasy miejskiej produkowany pod chińską marką BYD w latach 2008–2019.

## Historia i opis modelu

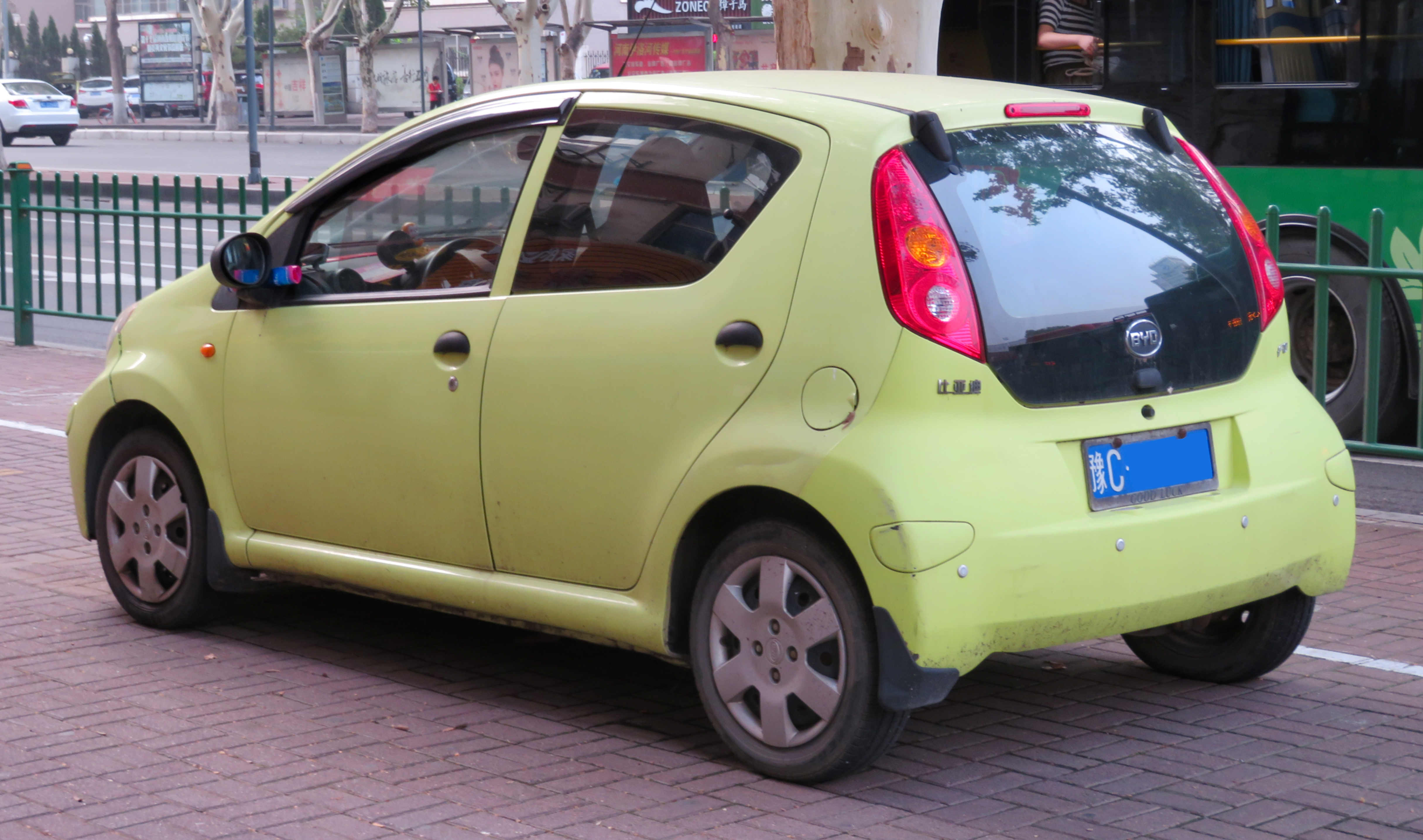
BYD F0 - tył

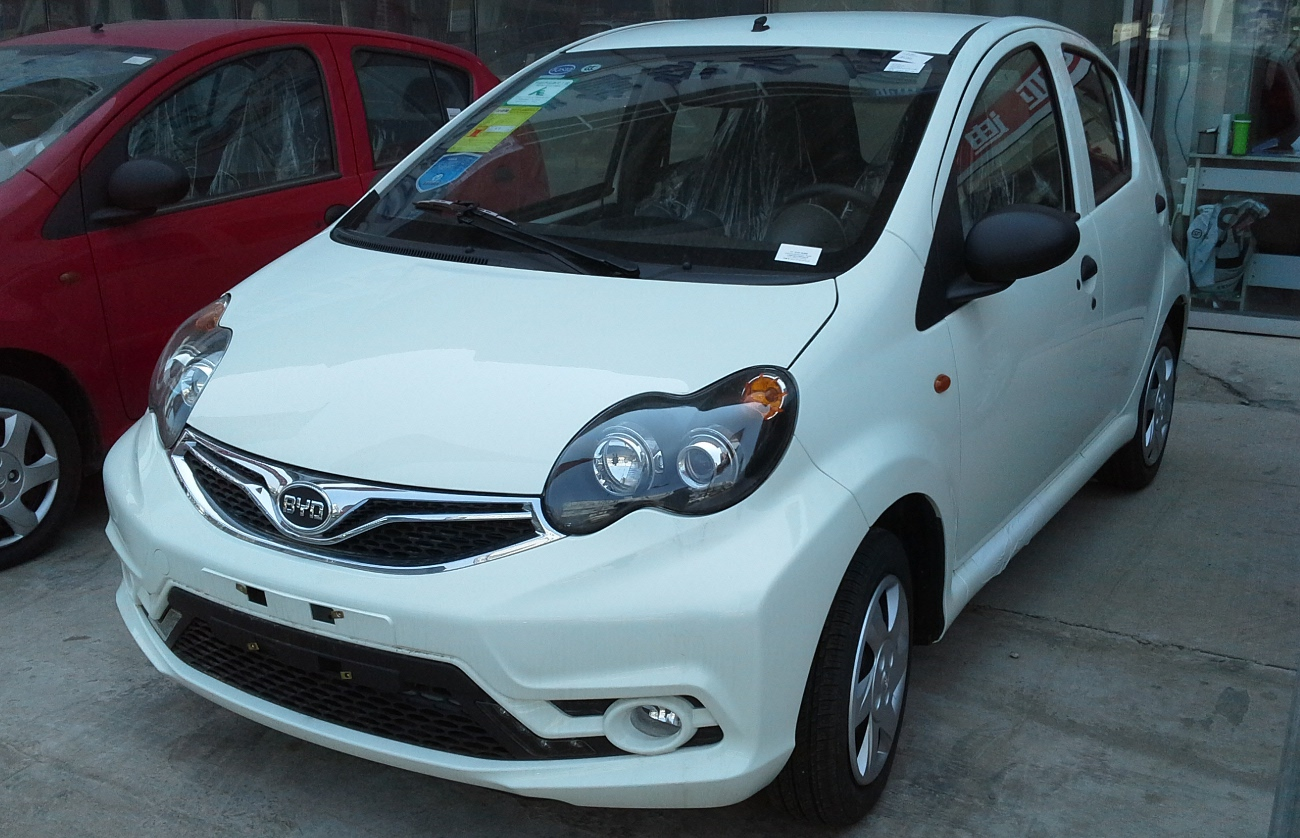
BYD F0 po liftingu

Niewielki miejski hatchback marki BYD został zaprezentowany pod nazwą BYD F1 oficjalnie w listopadzie 2007 roku podczas wystawy samochodowej w chińskim Kantonie. W dotychczasowej ofercie producenta pojazd zastąpił hatchbacka Flyer, przejmując po nim funkcję najtańszego i najmniejszego pojazdu w gamie modelowej.
Stylizacja pojazdu wywołała szerokie kontrowersje z powodu łudzącego podobieństwa do pierwszej generacji oferowanej w Europie Toyoty Aygo, odtwarzając nie tylko kształt nadwozia, linię okien, ale i charakterystyczne detale jak szklana klapa bagażnika, listwy na zderzakach i kształt deski rozdzielczej.
W lipcu 2008 roku producent ogłosił, że pierwotna nazwa BYD F1 zostanie skorygowana na BYD F0 aby uniknąć potencjalnego sporu z Formułą 1 o zbieżne nazewnictwo.

### Lifting
W kwietniu 2014 podczas wystawy samochodowej w Pekinie przedstawiony został BYD F0 po restylizacji. Samochód otrzymał nowy wygląd pasa przedniego, z chromowaną atrapą chłodnicy i przemodelowanym zderzakiem, a także nowy projekt kokpitu z wyżej osadzonymi nawiewami. 

### Sprzedaż
BYD F0 w momencie debiutu określony został mianem najtańszego nowego samochodu na świecie dzięki cenie 23 tysięcy chińskich juanów, które pod koniec 2007 roku odpowiadały równowartości 7700 złotych. Sprzedaż pojazdu pod skorygowaną w międzyczasie nazwą ruszyła niespełna rok po debiucie, we wrześniu 2008 roku.
Jako jeden z pierwszych modeli marki BYD, F0 trafił także do sprzedaży na globalne rynki eksportowe. Wśród nich znalazły się zarówno kraje WNP jak Rosja czy Ukraina, państwa Półwyspu Indochińskiego jak Laos i Wietnam, państwa Afryki jak Algieria oraz kraje regionu Ameryki Południowej jak Chile czy Kolumbia.

### Silnik
- R3 1.0l 67 KM

### e1

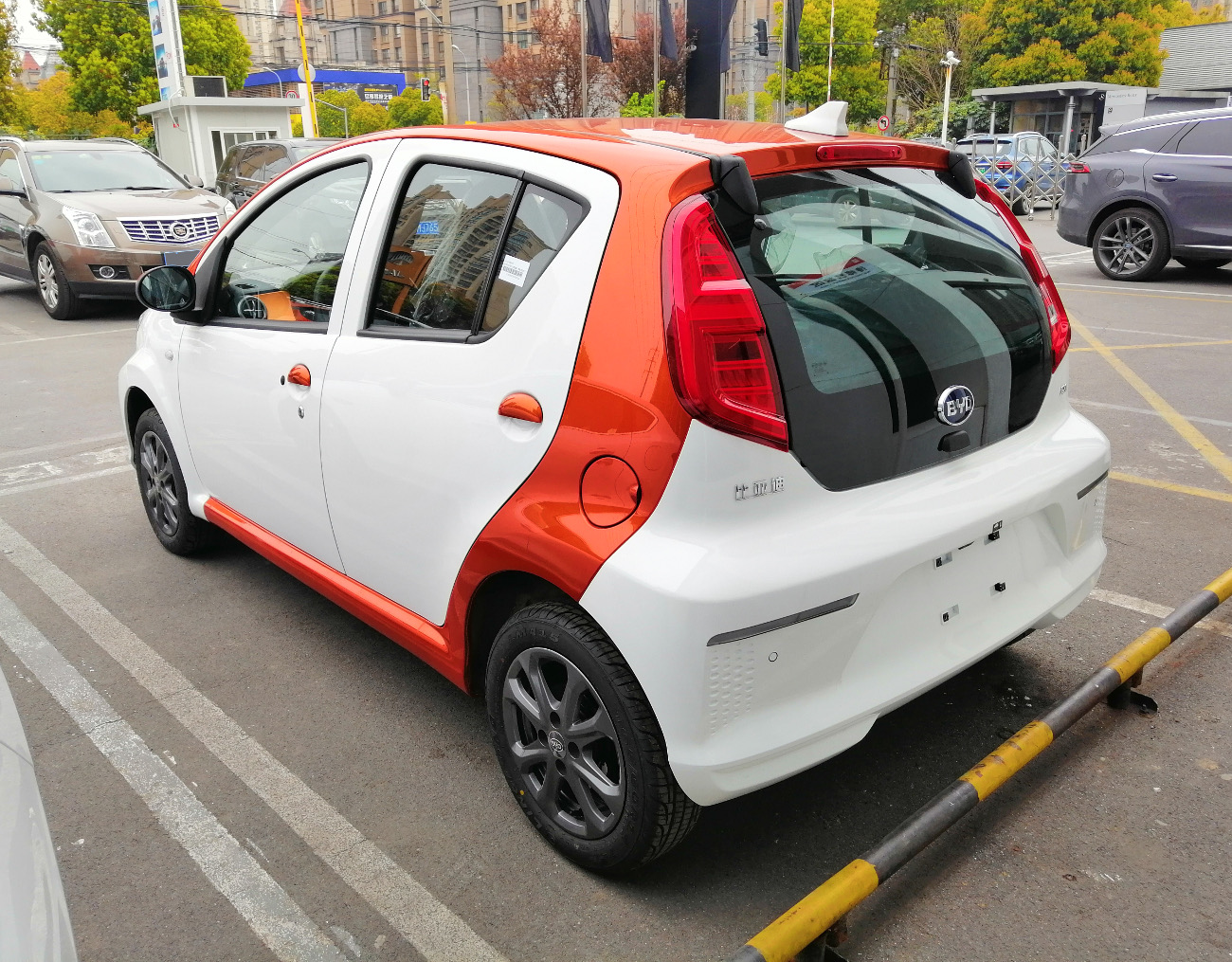
BYD e1 - tył

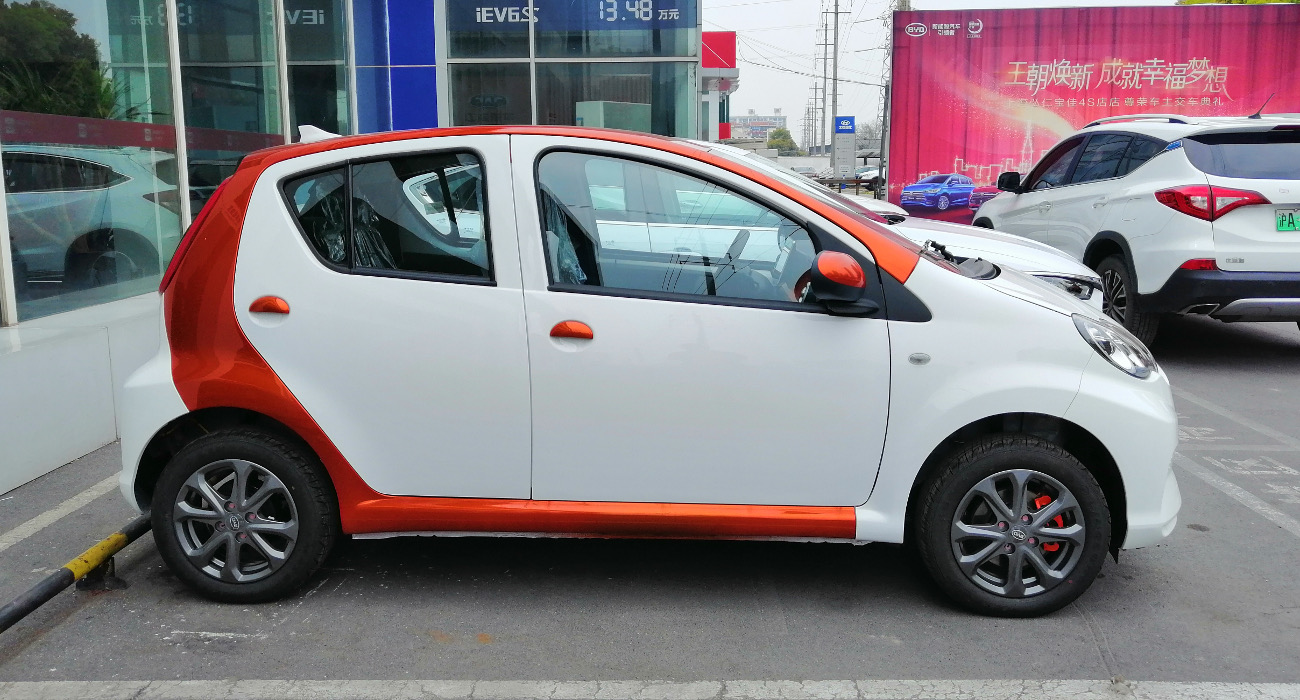
BYD e1 - sylwetka

BYD e1 został zaprezentowny po raz pierwszy w 2019 roku.
W maju 2019 BYD Auto zdecydował się gruntownie zmodernizować dotychczasową koncepcję miejskiego spalinowego modelu F0 przedstawionego w 2007 roku. Pojazd przeobrażono w samochód elektryczny, stając się jednocześnie najtańszym tego typu pojazdem w ofercie firmy BYD. W porównaniu do poprzednika BYD e1 zyskał inny wygląd przedniej części nadwozia, z inaczej ukształtowanym zderzakiem, większym i niżej osadzonym logo producenta, a także przemodelowanymi reflektorami. Zmodyfikowano też tylny zderzak, a także wprowadzono nowe wkłady lamp wykonanych w technologii LED. 
Producent zastosował też nowy projekt deski rozdzielczej, z cyfrowym panelem wskaźników, nisko osadzonymi nawiewami, a także dużym dotykowym wyświetlaczem systemu multimedialnego umieszczonego w górnej części kokpitu z nietypową, obracaną kolumną.

### Sprzedaż
W przeciwieństwie do oferowanego na rynkach globalnych BYD-a F0, e1 został zbudowany wyłącznie z myślą o wewnętrznym rynku chińskim. Pojazd zdobył na nim dużą popularność w ciągu pierwszego pół roku złożono na niego ponad 7,4 tysiąca zamówień.

### Dane techniczne
BYD e1 napędzany jest silnikiem elektrycznym o mocy 60 KM, a także baterią o pojemności 32,2 kWh. Pozwala to rozpędzić się maksymalnie do 50 km/h, przejechać 305 kilometrów na jednym ładowaniu i osiągnąć od 30 do 80% stanu baterii w 1,5 godziny. Możliwe jest to przy pomocy stacji szybkiego ładowania.